# El viatge d'en Harold
El viatge d'en Harold (títol original en anglès, The Unlikely Pilgrimage of Harold Fry; lit. ‘L'improbable pelegrinatge de Harold Fry’) és una pel·lícula dramàtica britànica d'estrena dirigida per Hettie Macdonald. Està basada en la novel·la homònima del 2012 de Rachel Joyce. La pel·lícula és protagonitzada per Jim Broadbent i Penelope Wilton. S'ha doblat i subtitulat al català.
Es va estrenar al Regne Unit el 28 d'abril de 2023 per eOne. Va ser l'última pel·lícula distribuïda per Entertainment One al Regne Unit abans que la divisió britànica del distribuïdor tanqués el 20 de juliol de 2023.

## Sinopsi
Un home d'uns seixanta anys recorre tot el país, des de Devon fins a Berwick-upon-Tweed, per tal de lliurar un missatge a una amiga que ha sabut que s'està, malalta, en un hospici.

## Repartiment
- Jim Broadbent com a Harold Fry
  - Adam Jackson-Smith com el jove Harold Fry
- Penelope Wilton com a Maureen Fry
  - Bethan Cullinane com a jove Maureen Fry
- Linda Bassett
- Joseph Mydell com a Rex
- Monika Gossman com a Martina
- Maanuv Thiara com a Mick
- Manoj Anand
- Nina Singh com a noia del garatge

## Producció
El projecte es va iniciar per ser dirigit per Hettie Macdonald, amb Kate McCullough com a directora de fotografia, disseny de producció per Christina Moore i disseny de vestuari per Sarah Blenkinsop. La pel·lícula va ser produïda per Kevin Loader, Juliet Dowling i Marilyn Milgrom, i va ser desenvolupada amb Film4 i el BFI; el finançament va ser organitzat per Embankment Films i proporcionat per BFI i Ingenious. Va ser la inversió més gran feta en nova pel·lícula pel BFI el 2021.

### Càsting
Broadbent es va unir al projecte per interpretar Harold el febrer de 2021. Broadbent també havia donat veu a l'audiollibre. També va treballar prèviament amb l'autora del llibre quan ella treballava com a actriu, Joyce havia interpretat a Perdita to his Leontes en una producció de The Winter's Tale al Crucible Theatre de Sheffield el 1987. Penelope Wilton es va unir al projecte el juny de 2021.

### Rodatge
El rodatge es va dur a terme íntegrament al lloc per coincidir amb el passeig de Harold a la història. El rodatge va començar a Devon el setembre de 2021. El rodatge es va anar traslladant també a Bath, i Gloucestershire, a la frontera entre Wakefield i Dewsbury, i Sheffield, Yorkshire.

## Estrena
Es va estrenar al Regne Unit el 28 d'abril de 2023 per eOne.